# Delfino Pescara 1936 2017-2018
Questa voce raccoglie le informazioni riguardanti il Delfino Pescara 1936 nelle competizioni ufficiali della stagione 2017-2018.

## Stagione
Nella stagione 2017-2018 il Pescara disputa il campionato di Serie B, ottiene 48 punti con il 17º posto finale. Nel girone di andata raccoglie 28 punti, mentre nel girone di ritorno si ferma a 20 punti, appena sufficienti per agguantare la salvezza, due in più dell'Ascoli, costretto a giocarsi la salvezza nel Play-out vinto contro l'Entella. La stagione degli abruzzesi è iniziata con l'allenatore Zdenek Zeman fino a metà marzo, poi è toccato ad Massimiliano Epifani per quattro partite, infine ha portato a termine la stagione Giuseppe Pillon, riuscendo perlomeno a mantenere la categoria. Preso dalla Sambenedettese Leonardo Mancuso con 9 reti segnate in campionato è stato il miglior finalizzatore del gioco pescarese. Discreto anche il percorso in Coppa Italia degli abruzzesi, che superano nel secondo turno la Triestina (5-3) dopo i tempi supplementari, nel terzo turno sbancano Brescia (1-3), mentre nel quarto turno escono di scena superati (4-1) dalla Sampdoria.

## Divise e sponsor
Il fornitore ufficiale di materiale tecnico per la stagione 2017-2018 è Erreà, mentre gli sponsor di maglia sono Saquella Caffè e Liofilchem sul fronte della maglia, Sarni (partite casalinghe) e Sarni Oro (per i match in trasferta) nel retro, sotto la numerazione.
| Casa | Trasferta | Terza divisa |

### Rosa
Rosa aggiornata al 31 agosto 2017.
| N. |                    | Ruolo | Calciatore           |
| -- | ------------------ | ----- | -------------------- |
| 1  | Italia (bandiera)  | P     | Vincenzo Fiorillo    |
| 2  | Italia (bandiera)  | D     | Alessandro Crescenzi |
| 3  | Italia (bandiera)  | D     | Antonio Balzano      |
| 5  | Italia (bandiera)  | D     | Guglielmo Stendardo  |
| 6  | Italia (bandiera)  | D     | Cesare Bovo          |
| 7  | Italia (bandiera)  | A     | Leonardo Mancuso     |
| 8  | Senegal (bandiera) | C     | Franck Kanouté       |
| 9  | Italia (bandiera)  | A     | Simone Ganz          |
| 10 | Libia (bandiera)   | C     | Ahmad Benali         |
| 11 | Italia (bandiera)  | D     | Francesco Zampano    |
| 12 | Italia (bandiera)  | P     | Vittorio Antonino    |
| 13 | Italia (bandiera)  | D     | Andrea Coda          |
| 14 | Italia (bandiera)  | C     | Luca Valzania        |
| 15 | Uruguay (bandiera) | D     | Edgar Elizalde       |
| 16 | Uruguay (bandiera) | C     | Gastón Brugman       |
| 17 | Italia (bandiera)  | A     | Stefano Pettinari    |
| 18 | Italia (bandiera)  | D     | Michele Fornasier    |
| 19 | Italia (bandiera)  | A     | Andrea Cocco         |

| N. |                           | Ruolo | Calciatore                 |
| -- | ------------------------- | ----- | -------------------------- |
| 20 | Costa d'Avorio (bandiera) | C     | Emmanuel Latte Lath        |
| 21 | Argentina (bandiera)      | D     | Hugo Campagnaro (capitano) |
| 22 | Italia (bandiera)         | P     | Mirko Pigliacelli          |
| 23 | Italia (bandiera)         | D     | Marco Perrotta             |
| 24 | Ghana (bandiera)          | C     | Ransford Selasi            |
| 25 | Italia (bandiera)         | C     | Andrea Palazzi             |
| 26 | Italia (bandiera)         | D     | Filippo Delli Carri        |
| 27 | Italia (bandiera)         | D     | Antonio Mazzotta           |
| 28 | Italia (bandiera)         | A     | Francesco Nicastro         |
| 29 | Italia (bandiera)         | A     | Christian Capone           |
| 30 | Italia (bandiera)         | C     | Marco Carraro              |
| 31 | Italia (bandiera)         | C     | Mattia Proietti            |
| 32 | Italia (bandiera)         | A     | Pierluigi Cappelluzzo      |
| 33 | Senegal (bandiera)        | C     | Mamadou Coulibaly          |
| 34 | Italia (bandiera)         | A     | Ferdinando Del Sole        |
| 35 | Uruguay (bandiera)        | A     | Jaime Báez                 |
|    | Italia (bandiera)         | D     | Andrea Rossi               |
| 11 | Italia (bandiera)         | A     | Luca Forte                 |

## Calciomercato

### Sessione estiva(dal 01/07 al 31/08)
| Acquisti | Acquisti              | Acquisti             | Acquisti      |
| R.       | Nome                  | da                   | Modalità      |
| -------- | --------------------- | -------------------- | ------------- |
| P        | Elhan Kastrati        | Teuta                | fine prestito |
| P        | Mirko Pigliacelli     | Trapani              | fine prestito |
| P        | Tomasch Calore        | Teramo               | fine prestito |
| D        | Edgar Elizalde        | Montevideo Wanderers | definitivo    |
| D        | Antonio Balzano       | Cagliari             | definitivo    |
| D        | Pasquale Di Sabatino  | Fondi                | fine prestito |
| D        | Luigi Carillo         | Paganese             | fine prestito |
| D        | Francesco Karkalis    | Teramo               | fine prestito |
| D        | Antonio Mazzotta      | Frosinone            | fine prestito |
| D        | Andrea Rossi          | Ternana              | fine prestito |
| D        | Marco Perrotta        | Avellino             | fine prestito |
| D        | Alessio Milillo       | San Nicolò           | fine prestito |
| D        | Daniel Di Nicola      | Taranto              | fine prestito |
| D        | Christian Ventola     | Maceratese           | fine prestito |
| C        | Mattia Proietti       | Bassano              | definitivo    |
| C        | Marco Carraro         | Inter                | prestito      |
| C        | Franck Kanouté        | Juventus             | definitivo    |
| C        | Mamadou Coulibaly     | Udinese              | prestito      |
| C        | Andrea Palazzi        | Inter                | prestito      |
| C        | Luca Valzania         | Atalanta             | prestito      |
| C        | Ransford Selasi       | Novara               | fine prestito |
| C        | Nicholas Bensaja      | Catanzaro            | fine prestito |
| C        | Danilo Bulevardi      | Pordenone            | fine prestito |
| C        | Lorenzo Paolucci      | Taranto              | fine prestito |
| C        | Alberto Aquilani      | Sassuolo             | fine prestito |
| A        | Simone Ganz           | Juventus             | definitivo    |
| A        | Emmanuel Latte Lath   | Atalanta             | prestito      |
| A        | Leonardo Mancuso      | Sambenedettese       | definitivo    |
| A        | Jaime Báez            | Fiorentina           | prestito      |
| A        | Christian Capone      | Atalanta             | prestito      |
| A        | Alessandro Faggioli   | Teramo               | definitivo    |
| A        | Ferdinando Del Sole   | Juventus             | prestito      |
| A        | Pierluigi Cappelluzzo | Verona               | prestito      |
| A        | Marco Sansovini       | Teramo               | fine prestito |
| A        | Andrea Cocco          | Cesena               | fine prestito |
| A        | Cristiano Ingretolli  | Maceratese           | fine prestito |
| A        | Francesco Nicastro    | Perugia              | fine prestito |
| A        | Stefano Pettinari     | Ternana              | fine prestito |
| A        | Alessandro Polidori   | Arezzo               | fine prestito |
| A        | Luca Forte            | Carpi                | fine prestito |
| A        | Andrea Mancini        | Ancona               | fine prestito |
| A        | Alessio Di Massimo    | Sambenedettese       | fine prestito |

| Cessioni | Cessioni                 | Cessioni            | Cessioni      |
| R.       | Nome                     | a                   | Modalità      |
| -------- | ------------------------ | ------------------- | ------------- |
| P        | Albano Bizzarri          | Udinese             | definitivo    |
| P        | Elhan Kastrati           | Teuta               | prestito      |
| P        | Tomasch Calore           | Teramo              | prestito      |
| P        | Gabriele Aldegani        |                     | fine carriera |
| D        | Cristiano Biraghi        | Fiorentina          | prestito      |
| D        | Pasquale Di Sabatino     | Ternana             | definitivo    |
| D        | Francesco Karkalis       | Bassano             | prestito      |
| D        | Leonardo Maloku          | Santarcangelo       | prestito      |
| D        | Davide Vitturini         | Carpi               | prestito      |
| D        | Alessio Milillo          | Teramo              | prestito      |
| D        | Daniel Di Nicola         | Virtus Francavilla  | prestito      |
| D        | Luigi Carillo            | Pisa                | prestito      |
| D        | Christian Ventola        | Teramo              | prestito      |
| C        | Mamadou Coulibaly        | Udinese             | definitivo    |
| C        | Ledian Memushaj          | Benevento           | prestito      |
| C        | Alberto Aquilani         | Las Palmas          | definitivo    |
| C        | Alexandru Mitriță        | U Craiova           | prestito      |
| C        | Danilo Bulevardi         | Siena               | definitivo    |
| C        | Alessandro Bruno         | Livorno             | definitivo    |
| C        | Lorenzo Paolucci         | Teramo              | prestito      |
| C        | Sulley Muntari           |                     | svincolato    |
| C        | Nicholas Bensaja         | Paganese            | prestito      |
| C        | Andrés Cubas             | Boca Juniors        | fine prestito |
| C        | Bryan Cristante          | Benfica             | fine prestito |
| C        | Valerio Verre            | Sampdoria           | fine prestito |
| C        | Grīgorīs Kastanos        | Juventus            | fine prestito |
| A        | Ferdinando Del Sole      | Juventus            | definitivo    |
| A        | Alessandro Polidori      | Pro Vercelli        | definitivo    |
| A        | Cristiano Ingretolli     | Campobasso          | definitivo    |
| A        | Andrea Mancini           | Teramo              | definitivo    |
| A        | Alessandro Faggioli      | Teramo              | prestito      |
| A        | Alessio Di Massimo       | Sambenedettese      | definitivo    |
| A        | Francesco Nicastro       | Foggia              | prestito      |
| A        | Marco Sansovini          | Fermana             | definitivo    |
| A        | Alberto Gilardino        |                     | svincolato    |
| A        | Simone Pepe              |                     | fine carriera |
| A        | Jean-Christophe Bahebeck | Paris Saint-Germain | fine prestito |
| A        | Robert Murić             | Ajax                | fine prestito |
| A        | Gianluca Caprari         | Inter               | fine prestito |
| A        | Alberto Cerri            | Juventus            | fine prestito |

## Risultati

### Girone di andata
| Arbitro: | Saia (Palermo) |

|                                               |           |           |
| Pettinari 6’, 56’, 80’ Benali 63’ Mancuso 78’ | Marcatori | 89’ Gerbo |

| Arbitro: | Aureliano (Bologna) |

|                                        |           |                               |
| Di Carmine 23’, 68’ Han 40’ Monaco 60’ | Marcatori | 53’ Brugman 63’ (rig.) Benali |

| Arbitro: | Sacchi (Macerata) |

|                          |           |                            |
| Pettinari 4’, 39’, 45+1’ | Marcatori | 56’, 61’ Ciano 72’ Ciofani |

| Arbitro: | La Penna (Roma) |

|                           |           |                          |
| Sprocati 78’ Minala 90+1’ | Marcatori | 25’ Capone 72’ Pettinari |

| Arbitro: | Serra (Torino) |

|                        |           |                    |
| Capone 17’ Brugman 64’ | Marcatori | Luppi 75’ Diaw 80’ |

| Cremona 23 settembre 2017, ore 15:00 CEST 6ª giornata | Cremonese       | 0 – 0 referto | Pescara | Stadio Giovanni Zini (6 628 spett.)\| Arbitro: \| Fourneau (Roma) \| |
| Arbitro:                                              | Fourneau (Roma) |               |         |                                                                      |

| Arbitro: | Minelli (Varese) |

|  |           |            |
|  | Marcatori | 37’ Capone |

| Arbitro: | Ghersini (Genova) |

|                   |           |                     |
| Benali 37’ (rig.) | Marcatori | 2’ Adorni 18’ Siega |

| Arbitro: | Baroni (Firenze) |

|  |           |             |
|  | Marcatori | 85’ Brugman |

| Arbitro: | Chiffi (Padova) |

|                           |           |             |
| Mancuso 29’ Pettinari 82’ | Marcatori | 22’ Bidaoui |

| Arbitro: | La Penna (Roma 1) |

|                                     |           |               |
| Ninković 14’ Caputo 36’ (rig.), 86’ | Marcatori | 82’ Coulibaly |

| Arbitro: | Abbattista (Molfetta) |

|  |           |                                                |
|  | Marcatori | 37’ Machín 63’ And. Caracciolo 65’ A. Ferrante |

| Arbitro: | Giua (Olbia) |

|                        |           |                           |
| Capone 10’ Brugman 46’ | Marcatori | 15’ Čočev 33’ Nestorovski |

| Arbitro: | Piccinini (Forlì) |

|             |           |  |
| Brienza 77’ | Marcatori |  |

| Arbitro: | Piscopo (Imperia) |

|                               |           |           |
| Pettinari 37’, 55’ Capone 60’ | Marcatori | 65’ Morra |

| Arbitro: | Pinzani (Empoli) |

|                                                |           |  |
| Maggiore 33’ Ammari 55’ Granoche 74’ Forte 83’ | Marcatori |  |

| Arbitro: | Ros (Pordenone) |

|                                     |           |                                      |
| Valzania 30’, 90+2’ Pettinari 45+1’ | Marcatori | 48’ Varone 57’ Tremolada 75’ Valjent |

| Arbitro: | Nasca (Bari) |

|                                                      |           |                          |
| Jallow 72’ Brugman 81’ (aut.) Moncini 87’ Donkor 90’ | Marcatori | 62’ Benali 76’ Pettinari |

| Arbitro: | Illuzzi (Molfetta) |

|             |           |  |
| Brugman 21’ | Marcatori |  |

| Arbitro: | Baroni (Firenze) |

|             |           |               |
| Bianchi 49’ | Marcatori | 39’ Crescenzi |

| Arbitro: | Abbattista (Molfetta) |

|              |           |  |
| Valzania 86’ | Marcatori |  |

### Girone di ritorno
| Arbitro: | Sacchi (Macerata) |

|  |           |             |
|  | Marcatori | 44’ Mancuso |

| Arbitro: | Pezzuto (Lecce) |

|  |           |                          |
|  | Marcatori | 26’ Kouan 89’ Di Carmine |

| Arbitro: | Ros (Pordenone) |

|                                       |           |  |
| Ciano 50’ Terranova 64’ Chibsah 90+3’ | Marcatori |  |

| Arbitro: | Martinelli (Roma) |

|             |           |  |
| Brugman 80’ | Marcatori |  |

| Chiavari 17 febbraio 2018, ore 15:00 CET 26ª giornata | Virtus Entella   | 0 – 0 referto | Pescara | Stadio Comunale (1692 spett.)\| Arbitro: \| Rapuano (Rimini) \| |
| Arbitro:                                              | Rapuano (Rimini) |               |         |                                                                 |

| Pescara 24 febbraio 2018 27ª giornata | Pescara          | 0 – 0 referto | Cremonese | Stadio Adriatico-Giovanni Cornacchia (6277 spett.)\| Arbitro: \| Baroni (Firenze) \| |
| Arbitro:                              | Baroni (Firenze) |               |           |                                                                                      |

| Arbitro: | Serra (Torino) |

|  |           |              |
|  | Marcatori | 11’ Sabbione |

| Arbitro: | Giua (Olbia) |

|                            |           |  |
| Iori 20’ (rig.) Kouamé 64’ | Marcatori |  |

| Arbitro: | Illuzzi (Molfetta) |

|            |           |                                                  |
| Bunino 79’ | Marcatori | 10’ Calaiò 69’ Ceravolo 72’ Gagliolo 83’ Scavone |

| Arbitro: | Minelli (Varese) |

|                                    |           |                         |
| Castaldo 59’ (rig.) Di Tacchio 86’ | Marcatori | 13’ Brugman 73’ Mancuso |

| Arbitro: | Piccinini (Forlì) |

|  |           |                |
|  | Marcatori | 18’ Donnarumma |

| Arbitro: | Saia (Ragusa) |

|                                     |           |               |
| Torregrossa 31’ And. Caracciolo 67’ | Marcatori | 24’ Coulibaly |

| Arbitro: | Piscopo (Imperia) |

|              |           |              |
| Coronado 25’ | Marcatori | 39’ Valzania |

| Arbitro: | Pinzani (Empoli) |

|                             |           |                       |
| Mancuso 47’ Pettinari 90+3’ | Marcatori | 22’ Nenè 31’ Anderson |

| Arbitro: | Ros (Pordenone) |

|                                      |           |            |
| Vives 20’ (rig.) Raičević 83’, 90+1’ | Marcatori | 35’ Machin |

| Arbitro: | Ghersini (Genova) |

|                       |           |                                 |
| Mancuso 13’, 16’, 53’ | Marcatori | 67’ De Francesco 72’ Mulattieri |

| Arbitro: | Nasca (Bari) |

|  |           |                                   |
|  | Marcatori | 24’ Machín 43’ Mancuso 84’ Capone |

| Pescara 1 maggio 2018, ore 15:00 CEST 39ª giornata | Pescara         | 0 – 0 referto | R.C. Cesena | Stadio Adriatico-Giovanni Cornacchia (7303 spett.)\| Arbitro: \| Chiffi (Padova) \| |
| Arbitro:                                           | Chiffi (Padova) |               |             |                                                                                     |

| Arbitro: | Piccinini (Forlì) |

|             |           |              |
| Moscati 31’ | Marcatori | 52’ Valzania |

| Arbitro: | Aureliano (Bologna) |

|  |           |             |
|  | Marcatori | 18’ Bianchi |

| Venezia 18 maggio 2018, ore 20:30 CEST 42ª giornata | Venezia        | 0 – 0 referto | Pescara | Stadio Pier Luigi Penzo (5480 spett.)\| Arbitro: \| Serra (Torino) \| |
| Arbitro:                                            | Serra (Torino) |               |         |                                                                       |

### Coppa Italia
| Arbitro: | Fourneau (Roma) |

|                                                                         |           |                         |
| Pettinari 27’ Brugman 39’ Ganz 90+2’ (rig.) Coulibaly 94’ Del Sole 116’ | Marcatori | 4’ Aquaro 45’, 75’ Arma |

| Arbitro: | Orsato (Schio) |

|            |           |                              |
| Bisoli 34’ | Marcatori | 30’ Capone 57’, 81’ Del Sole |

| Arbitro: | Fourneau (Roma) |

|                                         |           |            |
| Kownacki 2’, 74’ Ramirez 9’ Caprari 31’ | Marcatori | 53’ Benali |

## Statistiche

### Statistiche di squadra
| Competizione | Punti    | In casa | In casa | In casa | In casa | In casa | In casa | In trasferta | In trasferta | In trasferta | In trasferta | In trasferta | In trasferta | Totale | Totale | Totale | Totale | Totale | Totale | D.R. |
| Competizione | Punti    | G       | V       | N       | P       | Gf      | Gs      | G            | V            | N            | P            | Gf           | Gs           | G      | V      | N      | P      | Gf     | Gs     | D.R. |
| ------------ | -------- | ------- | ------- | ------- | ------- | ------- | ------- | ------------ | ------------ | ------------ | ------------ | ------------ | ------------ | ------ | ------ | ------ | ------ | ------ | ------ | ---- |
| Serie B      | 47       | 21      | 7       | 7       | 7       | 30      | 31      | 21           | 4            | 8            | 9            | 20           | 33           | 42     | 11     | 15     | 16     | 50     | 64     | -14  |
| Coppa Italia | 4º turno | 1       | 1       | 0       | 0       | 5       | 3       | 2            | 1            | 0            | 1            | 4            | 5            | 3      | 2      | 0      | 1      | 9      | 8      | +1   |
| Totale       | 48       | 22      | 8       | 7       | 7       | 35      | 34      | 23           | 5            | 8            | 10           | 24           | 38           | 45     | 13     | 15     | 17     | 59     | 72     | -13  |

### Andamento campionato
| Giornata  | 1 | 2 | 3  | 4  | 5  | 6  | 7 | 8  | 9 | 10 | 11 | 12 | 13 | 14 | 15 | 16 | 17 | 18 | 19 | 20 | 21 | 22 | 23 | 24 | 25 | 26 | 27 | 28 | 29 | 30 | 31 | 32 | 33 | 34 | 35 | 36 | 37 | 38 | 39 | 40 | 41 | 42 |
| --------- | - | - | -- | -- | -- | -- | - | -- | - | -- | -- | -- | -- | -- | -- | -- | -- | -- | -- | -- | -- | -- | -- | -- | -- | -- | -- | -- | -- | -- | -- | -- | -- | -- | -- | -- | -- | -- | -- | -- | -- | -- |
| Luogo     | C | T | C  | T  | C  | T  | T | C  | T | C  | T  | C  | C  | T  | T  | C  | T  | C  | T  | C  | T  | C  | T  | C  | T  | C  | T  | C  | T  | C  | T  | C  | T  | C  | T  | C  | T  | C  | T  | C  | T  | C  |
| Risultato | V | P | N  | N  | N  | N  | V | P  | V | V  | P  | P  | N  | P  | V  | P  | N  | P  | V  | N  | V  | V  | P  | P  | V  | N  | N  | P  | P  | P  | N  | P  | P  | N  | N  | P  | V  | V  | N  | N  | P  | N  |
| Posizione | 1 | 7 | 11 | 11 | 11 | 11 | 7 | 13 | 7 | 5  | 5  | 6  | 6  | 6  | 7  | 7  | 7  | 7  | 8  | 8  | 8  | 9  | 9  | 10 | 10 | 10 | 12 | 12 | 12 | 13 | 13 | 13 | 13 | 13 | 13 | 17 | 17 | 17 | 16 | 16 | 16 | 17 |

Fonte:  Serie B - Classifiche, su sport.sky.it, Sky Sport. URL consultato il 9 ottobre 2017 (archiviato dall'url originale il 4 marzo 2016).
Legenda:

Luogo: C = Casa; T = Trasferta. Risultato: V = Vittoria; N = Pareggio; P = Sconfitta.